# Trnovlje pri Socki
Trnovlje pri Socki je naselje u slovenskoj Općini Vojniku. Trnovlje pri Socki se nalazi u pokrajini Štajerskoj i statističkoj regiji Savinjskoj. 

## Stanovništvo
Prema popisu stanovništva iz 2002. godine naselje je imalo 153 stanovnika.